# Eşref Uğur Yiğit

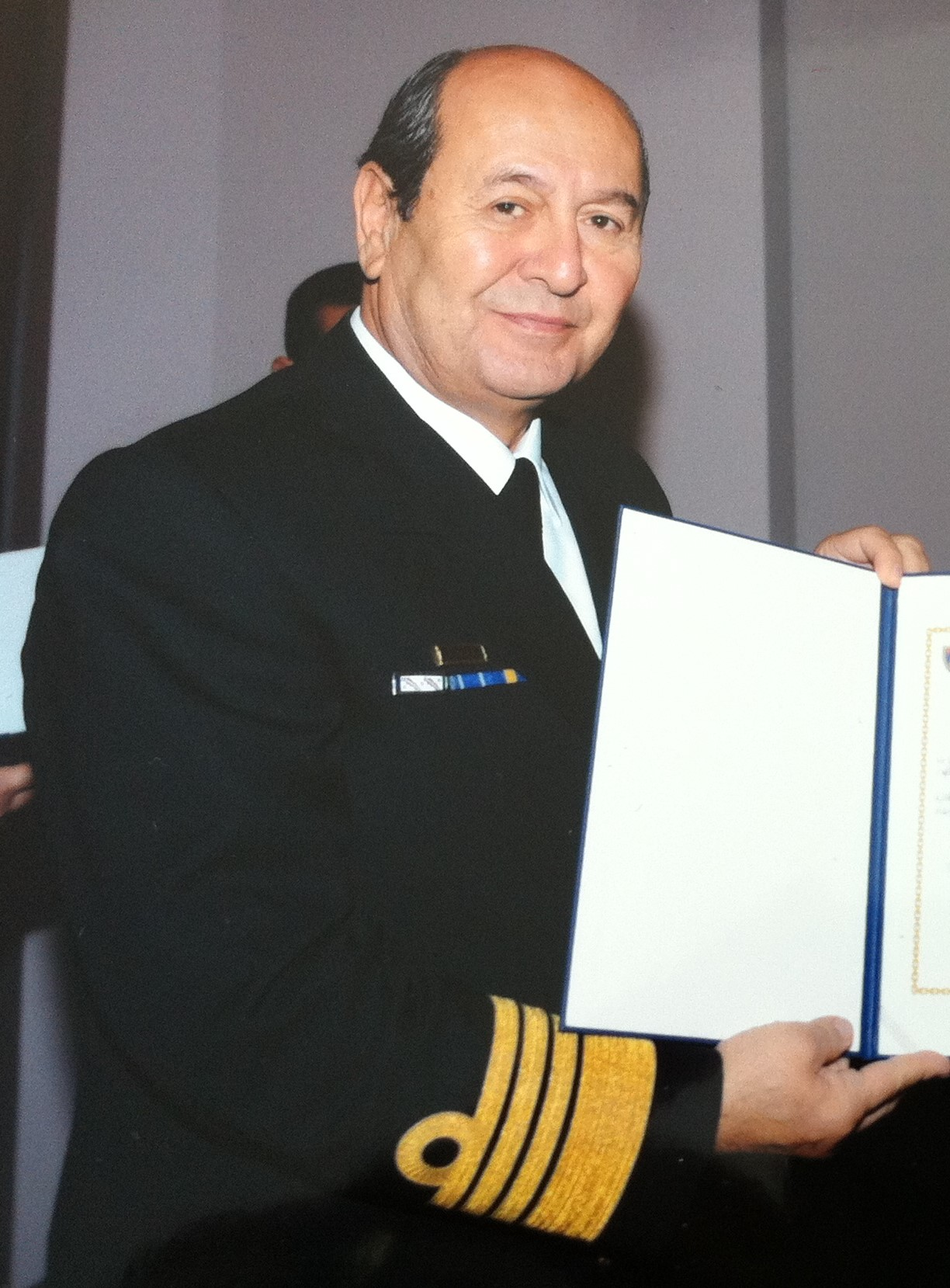
Eşref Uğur Yiğit

Eşref Uğur Yiğit (* 1945 in Istanbul) ist ein ehemaliger türkischer Admiral, der zuletzt von 2009 bis 2011 Oberkommandierender der Seestreitkräfte (Türk Deniz Kuvvetleri) war.

## Leben
Nach dem Besuch der Grund- und Sekundarschule in Istanbul trat Yiğit 1959 in die Seekadettenanstalt (Deniz Lisesi) ein und schloss 1964 die Marineschule (Deniz Harp Okulu) ab. Im Anschluss fand er Verwendung auf verschiedenen Kriegsschiffen, ehe er von 1975 bis 1977 die Marineakademie (Deniz Harp Akademisi) absolvierte.
Im Anschluss war er zunächst Offizier in der Abteilung für nationale Planung und Organisation im Oberkommando der Seestreitkräfte sowie anschließend Planungsoffizier bei der NATO und danach Offizier in der Operationsabteilung der Minenflottille. Nachdem er Vizekommandant des Minenlegerzerstörers TCG Muavenet (DM-357) war, war er Leiter der Operationsabteilung im Oberkommando der Seestreitkräfte und war im Anschluss von 1982 bis 1985 Operationsplanungsoffizier im Kommando der Alliierten Seestreitkräfte Südeuropa (NAVSOUTH). Nach einer einjährigen Verwendung als Kommandant des Zerstörers TCG Yücetepe (D-345) war er zwischen 1986 und 1989 Leiter der Planungsabteilung im Oberkommando der Seestreitkräfte und daraufhin bis 1990 Chef des Stabes der Zerstörerflottille. Anschließend war stellvertretender Kommodore der Zerstörerflottille sowie Leiter der Operationsabteilung im Flottenkommando.
Nach seiner Beförderung zum Flottillenadmiral wurde Yiğit 1992 Kommandant der Marineschule und behielt diese Funktion bis 1994. Anschließend war er wieder im Hauptquartier von NAVSOUTH tätig und dort bis 1996 Leiter der Planungs- und Grundsatzabteilung sowie daraufhin Kommandant der Marineverbände der Dardanellen.
Am 30. August 1997 erfolgte seine Beförderung zum Konteradmiral. Als solcher war er zunächst Leiter der Logistikabteilung im Oberkommando der Seestreitkräfte und im Anschluss von 1999 bis 2001 Kommandeur der Minenlegerverbände, ehe er Leiter der Kontroll- und Evaluierungsabteilung im Oberkommando der Seestreitkräfte wurde.
2002 wurde Yiğit zum Vizeadmiral befördert und blieb zunächst auf seinem bisherigen Dienstposten. Danach war er von 2003 bis 2005 Chef des Stabes im Oberkommando der Seestreitkräfte und wurde im Anschluss Oberbefehlshaber des Marinekommandos Nord (Kuzey Deniz Saha Komutanlığı), das unter anderem für Marmarameer, Schwarzes Meer, Bosporus und Dardanellen zuständig ist.
Nachdem er am 30. August 2007 zum Admiral befördert worden war, wurde er Oberbefehlshaber des Flottenkommandos (Donanma Komutanlığı), zu dem unter anderem die Minenleger-, U-Boot-, Sturmboot-, Minenabwehrfahrzeug-, Logistikunterstützungs- und Marinefliegerverbände gehören.
Am 30. August 2009 wurde Admiral Yiğit schließlich als Nachfolger von Admiral Metin Ataç Oberkommandierender der Seestreitkräfte und bekleidete diese Funktion bis zu seinem Eintritt in den Ruhestand am 29. Juli 2011. Nachfolger als Oberkommandierender der Marine wurde Admiral Emin Murat Bilgel, der bereits 2009 Yiğits Nachfolger als Oberbefehlshaber des Flottenkommandos geworden war.